# Palpomyia mellichroa
Palpomyia mellichroa är en tvåvingeart som beskrevs av John William Scott Macfie 1939. Palpomyia mellichroa ingår i släktet Palpomyia och familjen svidknott. Inga underarter finns listade i Catalogue of Life.